# Theodor Döhner
Theodor Döhner (* 26. August 1817 in Zwickau; † 18. Dezember 1880 in Dresden) war ein deutscher Schuldirektor, Philosoph und Autor.

## Leben
Döhner stammte aus der sächsischen Steinkohlenstadt Zwickau und war der Sohn des um das Volksschulwesen und die Volksbildung im Königreich Sachsen sehr verdienten späteren Kirchen- und Schulrates Döhner. Nach dem Schulbesuch ging Theodor auf das Lehrerseminar, studierte und promovierte zum Dr. phil. 1842 wurde Döhner Lehrer am Progymnasium in der Bergstadt Schneeberg im Erzgebirge. In dieser Zeit erschienen in Frankreich seine ersten Veröffentlichungen.
1850 erhielt Theodor Döhner die Berufung an die Königliche Landesschule Sankt Afra zu Meißen. Dort wurde er 1854 achter und im darauffolgenden Jahr siebenter Professor. 1866 wechselte er als Direktor an das Königliche Gymnasium und an der Realschule 1. Ordnung nach Plauen im sächsischen Vogtland. Nach der Versetzung in den Ruhestand lebte er bis zu seinem Tod in der sächsischen Residenzstadt Dresden.

## Schriften (Auswahl)
- Viro Perillustri Godofredo Hermanno Praesidi Suo Diem XIX. Mens. Decembr. MDCCCXL [...] Congratulantur Societatis Graecae Et Regii Seminarii Philologici Sodales: Insunt Quaestiones Plutarcheae Cum Tabula Lithographica, Leipzig, 1840.
- mit Julius Becker: Geschichte der Petrikirche in Freiberg, Freiberg: Engelhardt, 1840.
- Quaestiones Plutarcheae, Leipzig: O. Klemm, 1841.
- Ueber die verderblichen Folgen rücksichtsloser Zerstörung natürlicher Landeszustände, 2. Auflage, Schneeberg/Leipzig: Klinkhardt, 1851.
- Plutarchi vitae. Graece et latine, 2 Volumen, Paris: Didot, 1846 und 1847.
- Quaestiones Plutarcheae. Part. II., Leipzig: O. Klemm, 1858.
- Quaestiones Plutarcheae. Part. III., Leipzig: O. Klemm, 1862.
- Quaestiones Plutarcheae. Part. IV., Leipzig: O. Klemm, 1863.
- Vindiciarum Plutarchearum liber, Zwickau, Döhner, 1864.